# Empecamenta litoralis
Empecamenta litoralis är en skalbaggsart som beskrevs av Moser 1917. Empecamenta litoralis ingår i släktet Empecamenta och familjen Melolonthidae. Inga underarter finns listade i Catalogue of Life.